# Mercedes-Benz O 402
Mercedes-Benz O 402 — міський міді-автобус (модельний ряд BM697.051/.056) з пневматичною підвіскою та високою конструкцією підлоги. Випускався в період з 1985 по 1989 рік. Транспортний засіб схожий технічно та зовнішньо з другим поколінням «Mercedes-Benz O 405» стандартних автобусів (нім. VÖV-Standard-Linienbus) від «Daimler-Benz». Платформу використано від швейцарської інвестиційної компанії «Nutzfahrzeuggesellschaft Arbon & Wetzikon» (NAW), а кузов компанії «Göppel Bus» з Аугсбургу. Проте двигун, коробки перемикання передач та мости встановлено власні від серії «Mercedes-Benz LK». Кількість сидячих місць від 22 до 29, стоячих — 27, пасажирські двері розташовано в передній та середній частинах. Автобус комплектували розташованим ззаду дизельним двигуном «OM 366» потужністю 136 к.с., який агрегатувався з 5-ти ступінчастою механічною коробкою «G3/60-5» або автоматичною типу «W 4 B 035», та турбованим двигуном «OM 366 A» потужністю 170  к.с., доступним виключно з такою ж самою механічною КПП. Привід на колеса здійснювався за допомогою двох карданних передач: одна від механічної або автоматичної КПП до редукторної коробки типу «UG326/1005» (нім. Umlenkgetriebe), друга — від неї в зворотньому напрямку до заднього мосту. Гальма всіх коліс — барабанні, на замовлення з антиблокувальною системою ABS, підвіска на обох мостах пневматична, спереду — на реактивних тягах, чотирьох поздовжніх та однією поперечною, на двох подушках, зі стабілізатором, ззаду — на двох напівресорах з поперечною тягою, також на двох подушках, зі стабілізатором, кермовий привід з гідропідсилювачем, колеса з посадочним розміром на 19,5 дюйми. За бажанням замовника на автобуси встановлювали електричний сповільнювач виробника «Telma».

### Двигуни
| Торгове позначення (використовується в моделі) | Об'єм см³                              | Діаметр × хід поршня мм                | Код двигуна Mercedes-Benz              | Потужність кВт (к.с.) при об/хв        | Обертаючий момент Нм при об/хв         | Система живлення                       |
| рядні 6-ти циліндрові дизельні двигуни         | рядні 6-ти циліндрові дизельні двигуни | рядні 6-ти циліндрові дизельні двигуни | рядні 6-ти циліндрові дизельні двигуни | рядні 6-ти циліндрові дизельні двигуни | рядні 6-ти циліндрові дизельні двигуни | рядні 6-ти циліндрові дизельні двигуни |
| ---------------------------------------------- | -------------------------------------- | -------------------------------------- | -------------------------------------- | -------------------------------------- | -------------------------------------- | -------------------------------------- |
| O 402                                          | 5958                                   | ø97,5 × 133                            | OM 366                                 | 100 (136) 2800                         | 402 1400-1600                          | рядний ПНВТ - трубка - форсунка        |
| O 402                                          | 5958                                   | ø97,5 × 133                            | OM 366 A (турбо)                       | 125 (170) 2600                         | 560 1400-1500                          | рядний ПНВТ - трубка - форсунка        |

Більшість цих автобусів були зняті з експлуатації в Німеччині на даний час і, мабуть, продавалися в основному в Польщу, де вони були ще у використанні до недавнього часу, деяка частка з них потрапила й в Україну.